# 東京大學出版會
一般財團法人東京大學出版會（簡稱：東京大學出版會、英語稱為：University of Tokyo Press）為東京大學出版部，屬財團法人組織。東京大學校長擔任會長，主要出版有關於東京大學各式學術活動方面的書籍刊物。總部設於東京都文京區本鄉東京大學本鄉總校區。

## 历史
- 1951年3月依東京大學校長南原繁的提案，設立了東京大學出版會，是日本國立大學最早的大學出版部，目的在掲櫫「學問的普及、學術的振興」，主要出版有關以大學的研究成果為基礎的學術書籍、大學內部用的教科書與教材、東京大學史料編纂所編纂的《大日本史料》等之史料集、一般用途的教養書，每年所刊行的書籍達到數百部以上之多。所出版之東京大學教養學部「基礎演習」使用的教科書《知の技法》，也成為暢銷書。
- 1958年以來設置的「學術書刊行基金」，進一步幫助年輕研究者以其研究成果為基礎來進行書刊出版。
- 來自學部及研究所的理事，也加深與東京大學本體之關係，本會一度成為一獨立組織。
- 每月發行一回PR雜誌《UP》。

## 外部連結
- 東京大學出版會 （页面存档备份，存于） （日語）